# Biserica reformată din Vurpăr
Biserica reformată din Vurpăr este un monument istoric aflat pe teritoriul satului Vurpăr din județul Alba; comuna Vințu de Jos. Edificiul a fost construit de sași ca biserică romano-catolică. După depopularea localității în secolul al XVI-lea lăcașul a servit drept biserică reformată, pentru comunitatea maghiară.
În prezent edificiul este în stare de ruină.
Ansamblul este format din următoarele monumente:
- Biserica medievală (cod LMI AB-II-m-A-00397.01)
- Zid de incintă (cod LMI AB-II-m-A-00397.02)